# Kangana Ranaut
Kangana Ranaut (23 mart 1987) je indijska glumica. Izgradila je karijeru u Bolivudu i dobitnica je dve Nacionalne Filmske i Filmfare nagrade u tri kategorije.
Rođena je u Bambli, malom gradu u Himačal Pradešu, indijskoj saveznoj državi. Prvobitno je imala želju da postane lekar, na insistiranje svojih roditelja. Odlučna da sama izgradi svoju karijeru, preselila se u Delhi sa šesnaest godina, gde je postala model. Nakon treninga pod nadzorom direktora pozorišta Arvinda Gaura, pravi svoj filmski debi u trileru Gangster (2006) za koji je nagrađena Filmfare Nagradom za najbolji ženski debi. Dobila je pohvale za odigrane emocionalno zahtevne uloge u dramama Woh Lamhe (2006), Life in a... Metro (2007) i Fashion (2008). Za poslednji osvaja Nacionalnu Filmsku nagradu za najbolju sporednu ulogu, i Filmfare Nagradu u istoj kategoriji.
Poznata je u javnosti po izražavanju svog iskrenog mišljenja i često joj se pripisuje titula najlepše indijske poznate ličnosti.

## Raniji život i biografija
Njena majka, Aša Ranaut, je učiteljica u školi, a njen otac, Amardip Ranaut, je biznismen. Ima stariju sestru, Rangoli, koja od 2014. godine radi kao njen menadžer, i mlađeg brata Aškata. Njen pradeda, Sarju Sing Ranaut bio je član indijske vlade, a deda oficir u indijskoj vojsci. Svoje detinjstvo opisuje kao "jednostavno i srećno".
Prema njoj, bila je "tvrdoglava i nemirna" u toku odrastanja. Nakon selidbe u Delhi, bila je nesigurna koju karijeru treba izabrati; modna agencija bila je impresionirana njenim izgledom i predložili su joj da postane njihov model. Odradila je nekoliko zadataka, ali generalno joj se nije sviđala profesija jer nije bilo mesta da se izrazi sopstvena kreativnost. Odlučila je da prebaci fokus na glumu. Igrala je u nekoliko Gaurovih dela, a u toku predstava, ako je neko od muških glumaca odsutan, ona bi preuzimala i njegovu ulogu pored svoje originalne uloge žene. Pozitivna reakcija publike naterala je da se preseli u Mumbaj i juri karijeru u filmskoj industriji.
Odbila je očevu finansijsku pomoć što je dovelo do nesuglasica u njihovom odnosu, za čime je kasnije zažalila. Njeni rođaci bili su nezadovoljni odlukom da se upusti u filmsku industriju i nisu komunicirali sa njom nekoliko godina. Stupila je u kontakt sa njima nakon premijere Life in a... Metro (2007).

## Karijera
Godine 2004. producenti Rameš Šarma i Pahlaj Nilani objavili su da će Ranautova napraviti svoj filmski debi u režiji Dipaka Šivdasanija i filmu I Love You Boss. Sledeće godine agent je odvodi u kancelariju producenta Maheša Bata, gde se upoznaje sa režiserom Anurag Basuom i učestvuje na audiciji za glavnu ulogu u romantičnom trileru Gangster. Bat je mislio da je isuviše mlada za ulogu i zaposlio je Sitrangadu Sing umesto nje. Ipak, Singova na kraju nije mogla da snima film i Kangana je dobila ugovor kao zamena za Gangster. Imala je samo sedamnaest godina u toku snimanja i rekla je da je "imala poteškoća u ulaženju u ulogu", opisujući svoje izdanje kao "grubo i nezrelo". I pored toga, kritika na njenu rolu bila je pohvalna.

## Filmografia
| Улоге  |                        |               |               |          |
| Година | Српски назив           | Изворни назив | Улога         | Напомена |
| 2007.  | Ganster                |               | Simran        |          |
| 2007.  | Живот у... Метро       |               | Неха          |          |
| 2008.  | U zarobljeništvu način |               | Шонали Гуџрал |          |
| 2012.  | Брзина                 |               | Nikita        |          |
| 2013.  | Kriš 3                 |               | Kaja          |          |
| 2013.  | Pucanje u Vadala       |               | Vidija Džoši  |          |
| 2014.  | Kraljica               |               | Rani Mehra    |          |
| 2017.  | Rangun                 |               | Džulija       | [ 4 ]    |

## Nagrade

### Filmferova nagrada
- Nagrađena
  - 2008. — Filmferova nagrada za najbolju ženski debut u filmu Ganster
  - 2009. — Filmferova nagrada za najbolju sporednu glumicu u filmu U zarobljeništvu način
  - 2015. — Filmferova nagrada za najbolju glavnu glumicu u filmu Kraljica
  - 2016. — Filmferova kritičari nagrada za najbolju glumicu u filmu Tanu Weds Manu Returns
- Nominovana
  - 2016. — Filmferova nagrada za najbolju glavnu glumicu u filmu Tanu Weds Manu Returns

### Internacionalna indijska filmska akademija
- Nagrađena
  - 2008. — IIFA za zvezden ženski debut godine u filmu Ganster
  - 2009. — IIFA za najbolju sporednu glumicu u filmu U zarobljeništvu način
  - 2015. — IIFA za najbolju glavnu glumicu u filmu Kraljica
- Nominovana
  - 2008. — IIFA za najbolju glavnu glumicu u filmu Ganster
  - 2012. — IIFA za najbolju glavnu glumicu u filmu Tanu Weds Manu
  - 2014. — IIFA za najbolju sporednu glumicu u filmu Kriš 3
  - 2016. — IIFA za najbolju glavnu glumicu u filmu Tanu Weds Manu Returns